# Galéga
Galega
Genre
Classification APG IV (2016)
Galega (les galégas en français) est un genre de plantes à fleurs dicotylédones de la famille des Fabaceae, sous-famille des Faboideae, originaire de l'Ancien Monde (Europe centrale et méridionale, Asie occidentale, Afrique de l'Est), qui comprend cinq espèces acceptées.
Le nom de ce genre est formé sur le grec gala, lait, en référence aux propriétés galactogènes (favorisant la sécrétion du lait) qui étaient attribuées au galéga officinal lorsqu'il est brouté par les chèvres.
Le genre est composé d'espèces de grandes plantes herbacées vivaces buissonnantes, qui aiment les situations ensoleillées humides. On les rencontre dans les prairies, sur les versants des collines et les talus. Ce sont des plantes originaires d'Europe centrale et du Sud, d'Asie de l'ouest et des montagnes de l'est de l'Afrique tropicale.
Les feuilles, de 8 à 20 cm de long, sont alternes pennées, de couleur vert doux voire légèrement teintées de bleu. Les inflorescences sont des grappes axillaires dressées à fleurs de type papilionacées blanches, bleues, mauves ou bicolores.
Dans de bonnes conditions, la plante se ressème très facilement, et peut se naturaliser très vite.
Certaines espèces de Galéga se prêtent bien à l'utilisation en fleurs coupées.

## Liste d'espèces
Selon The Plant List (1er septembre 2020) :
- Galega battiscombei (Baker f.) J.B.Gillett
- Galega lindblomii (Harms) J.B.Gillett
- Galega officinalis L., le galéga officinal
- Galega orientalis Lam.
- Galega somalensis (Harms) J.B.Gillett